# Приголосні-апроксиманти
Апроксиманти — приголосні, в якому один артикулятор наближається до іншого, утворюючи щілину, але недостатньо вузьку для спричинення турбулентності.
Апроксиманти бувають:

## Центральні апроксиманти
- губно-губний апроксимант [β̞] (зазвичай на письмі <β>)
- губно-зубний апроксимант [ʋ]
- зубний апроксимант [ð̞] (зазвичай на письмі <ð>)
- ясенний (альвеолярний) апроксимант [ɹ]
- постальвеолярний апроксимант [ɹ̠]
- ретрофлексний апроксимант [ɻ]
- твердопіднебінний апроксимант [j]
- велярний апроксимант [ɰ]
- увулярний апроксимант [ʁ̞] (зазвичай на письмі <ʁ>)
- фарінгальний апроксимант [ʕ̞] (зазвичай на письмі <ʕ>)
- епіглоттальний апроксимант [ʢ̞] (зазвичай на письмі <ʢ>)